# Château d'Udine
Le château d'Udine est un monument historique de la ville italienne d'Udine, capitale de la région historique et géographique du Frioul, située dans la région autonome du Frioul-Vénétie Julienne. Il est situé au sommet d'une colline dans le centre historique de la ville (138 mètres d'altitude). Il abrite les musées civiques, qui comprennent une pinacothèque, le musée archéologique et numismatique, le musée du Risorgimento, la galerie des dessins et des estampes, le musée frioulan de la photographie.

## Histoire
L'origine de la colline de Castello, relief important au centre de la plaine frioulane, était jusqu'à récemment considérée comme due à l'accumulation de débris au cours des siècles. Cependant, il existe une légende qui se transmet depuis des siècles sur son origine, qui raconte que lorsqu'Attila (également appelé le Fléau de Dieu) pilla Aquilée en 452, à l'époque l'une des plus grandes villes de l'Empire romain, il a demandé à ses soldats de construire une colline pour voir brûler Aquilée. Cela a été réalisé en remplissant les casques de chaque soldat avec de la terre, qui jetée dans un espace ouvert au centre de la citadelle, a donné naissance à la colline qui domine aujourd'hui la ville.
En avril 2022, des études archéologiques ont montré l'origine artificielle de la colline, même si elle est beaucoup plus ancienne que ne le suppose la légende. Selon ces études, la colline a été construite à l'époque pré-romaine, il y a entre 3 500 et 3 000 ans, à l'âge du bronze, contemporaine de la colline légèrement plus élevée de Silbury Hill dans le Wiltshire, en Angleterre. Cependant, la colline du château d'Udine est plus importante en volume, ce qui en fait la plus grande butte préhistorique d'Europe.
La première déclaration documentée de l'existence d'un bâtiment sur la colline remonte à 983 lorsque Otton II (empereur du Saint-Empire) fait don au patriarche d'Aquilée Rodoaldo d'un « castrum », un bâtiment militaire.
L'édifice actuel a été construit sur les ruines d'une forteresse construite par les patriarches d'Aquilée eux-mêmes, détruite par le tremblement de terre de 1511. La construction de la structure visible aujourd'hui a commencé en 1517 ; les travaux ont duré plus de 50 ans. Giovanni da Udine, élève de Raphaël, a participé à la dernière phase, ainsi que, après sa mort, Francesco Floriani. Giovanni da Udine réalisa les finitions extérieures et les décorations de la salle du Parlement, complétées plus tard par Floreani.
Le conseil de la Patria del Friuli, l'un des premiers exemples de parlement au monde, s'est réuni dans la salle du Parlement jusqu'à l'occupation française en 1797.

## Destination actuelle
Le château est aujourd'hui le siège des musées civiques qui comprennent qui comprennent une pinacothèque, le musée archéologique et numismatique, le musée du Risorgimento, la galerie des dessins et des estampes, le musée frioulan de la photographie, une photothèque avec plus de 150 000 images et une bibliothèque d'université avec plus de 30 000 volumes. Les salles du palais sont souvent le lieu d'expositions temporaires.
Habituellement, en été, la place du château accueille des événements tels que des concerts de musique, des expositions et des représentations théâtrales.

## Galerie d'images

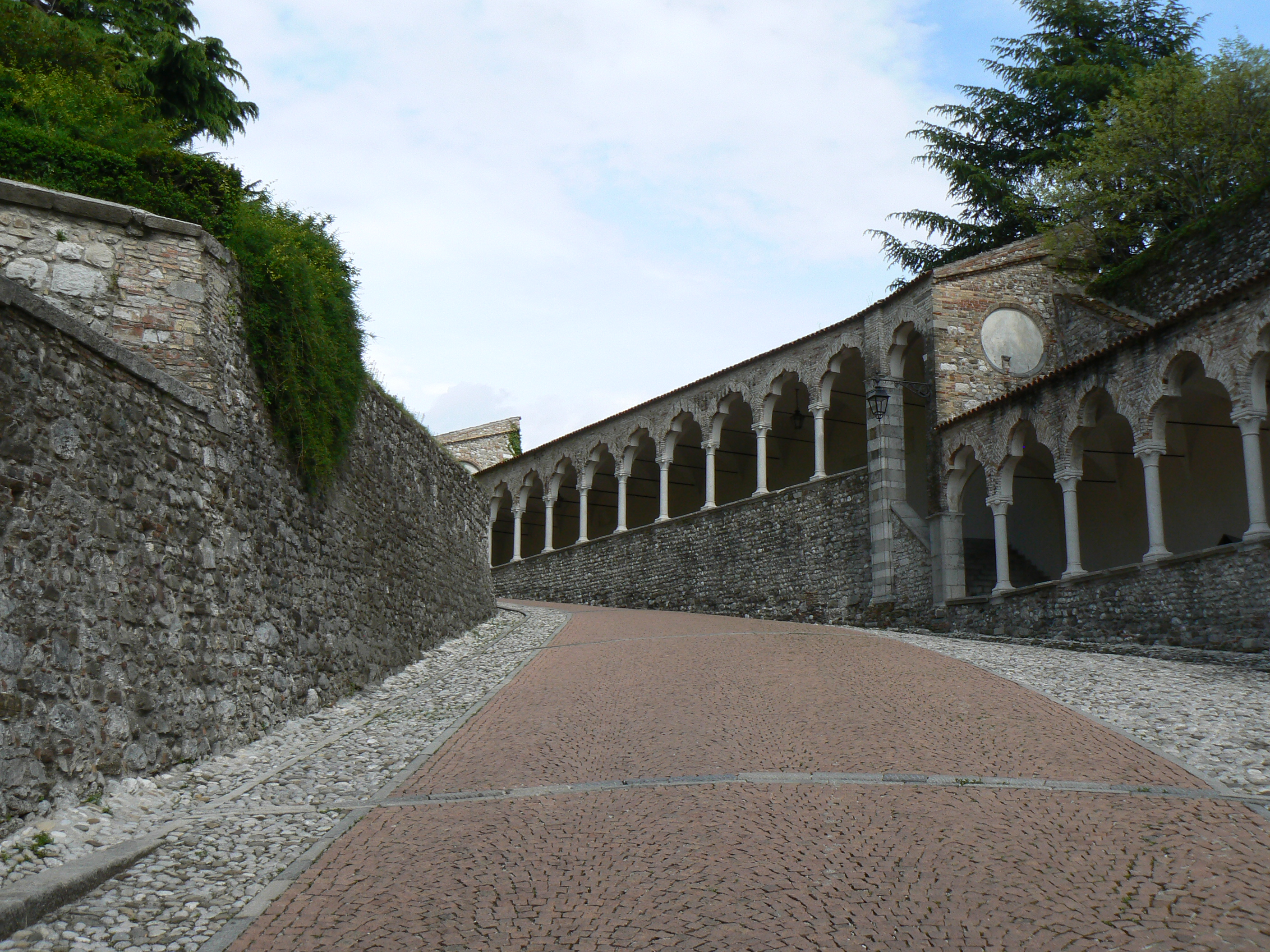
Montée au château.
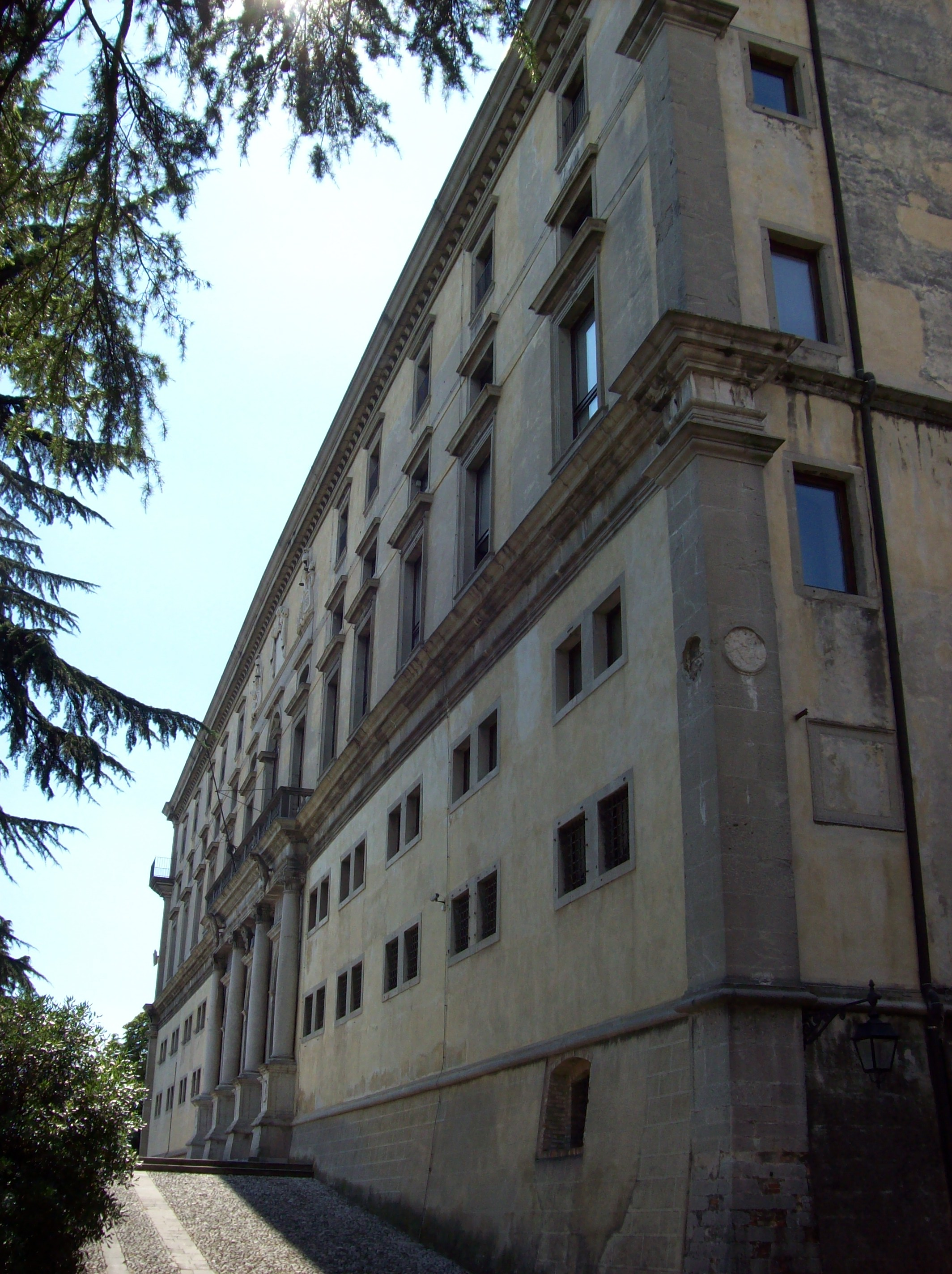
Entrée.
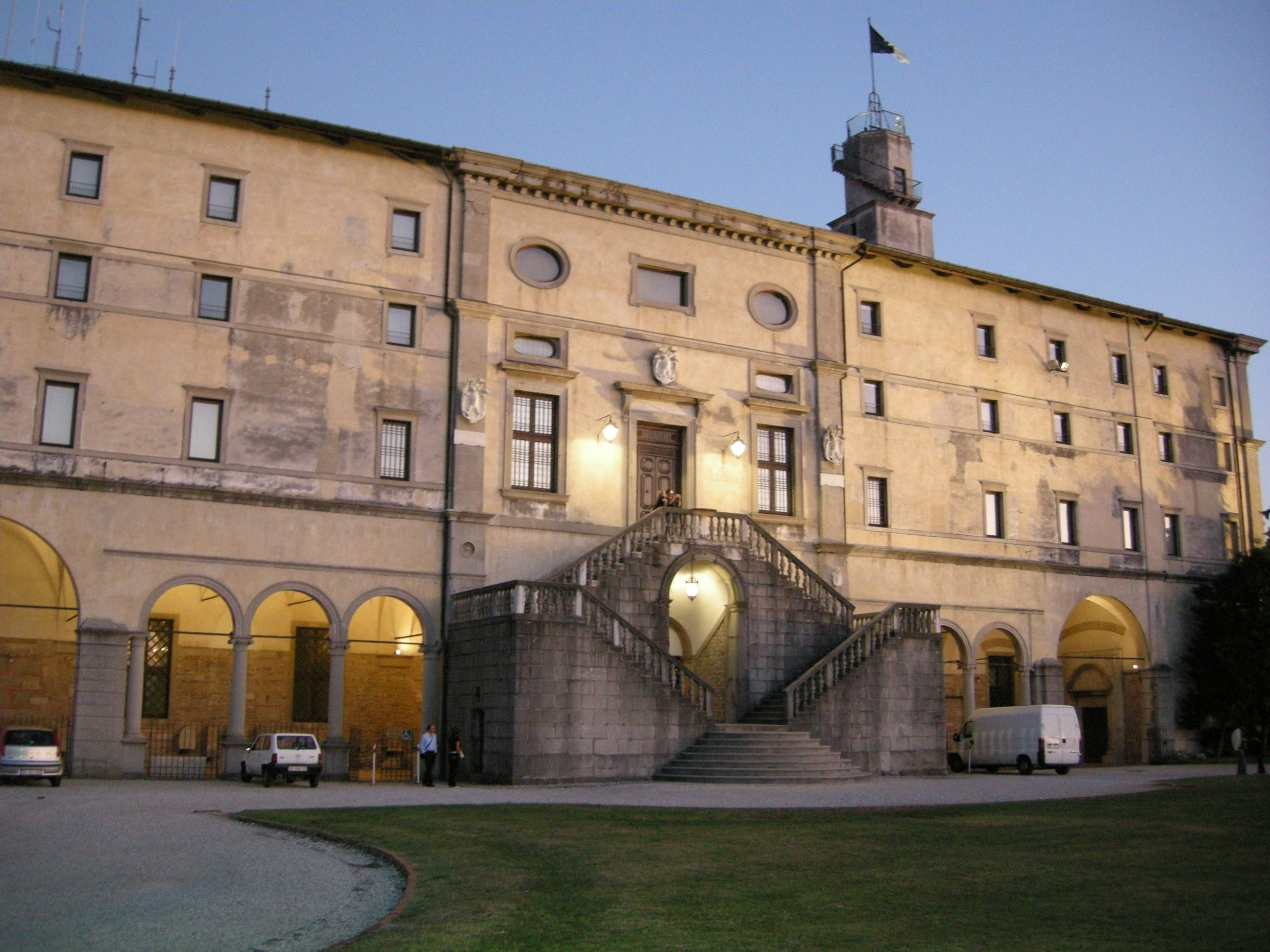
Vue arrière.
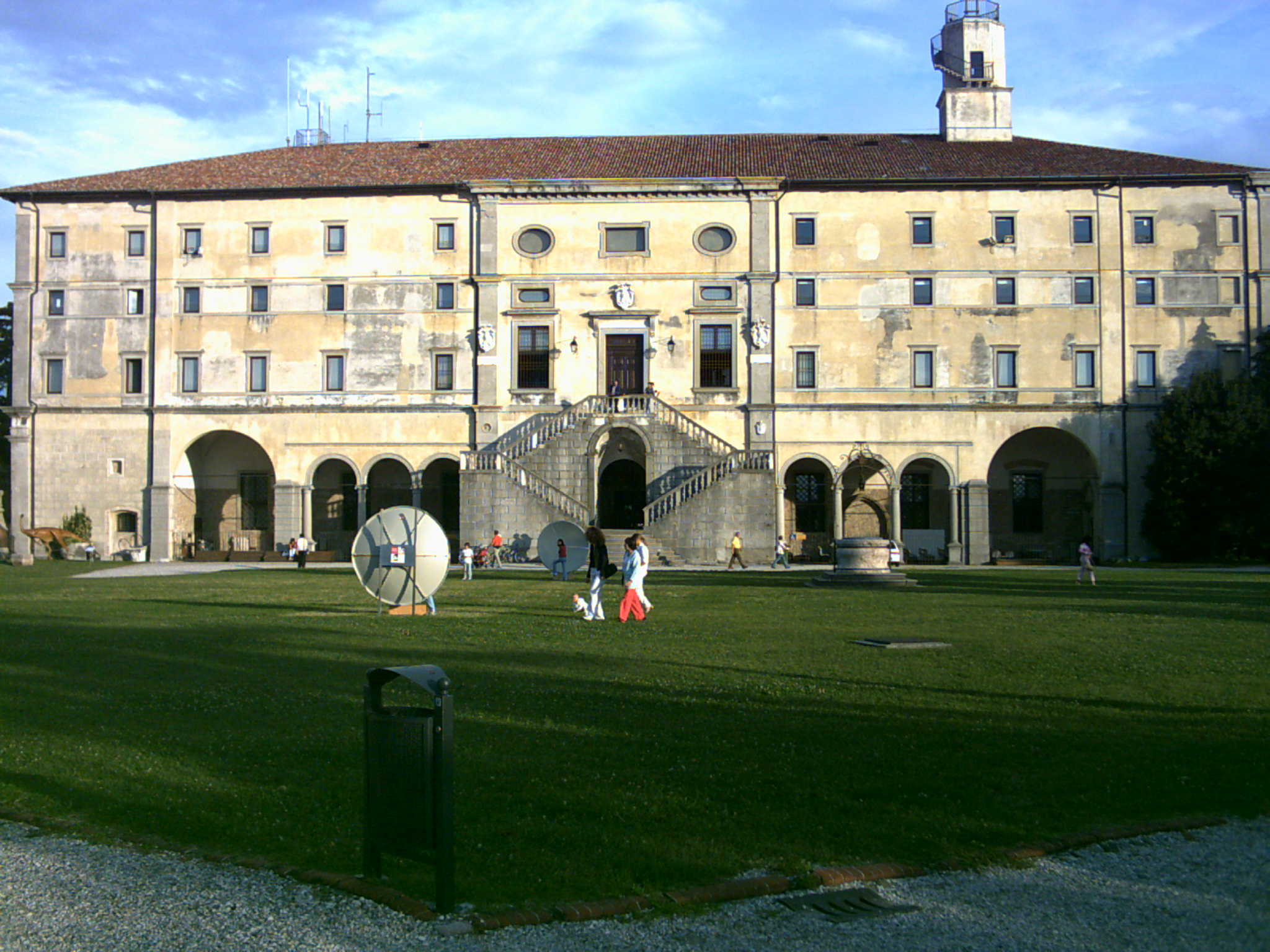
Vue arrière avec la cour.
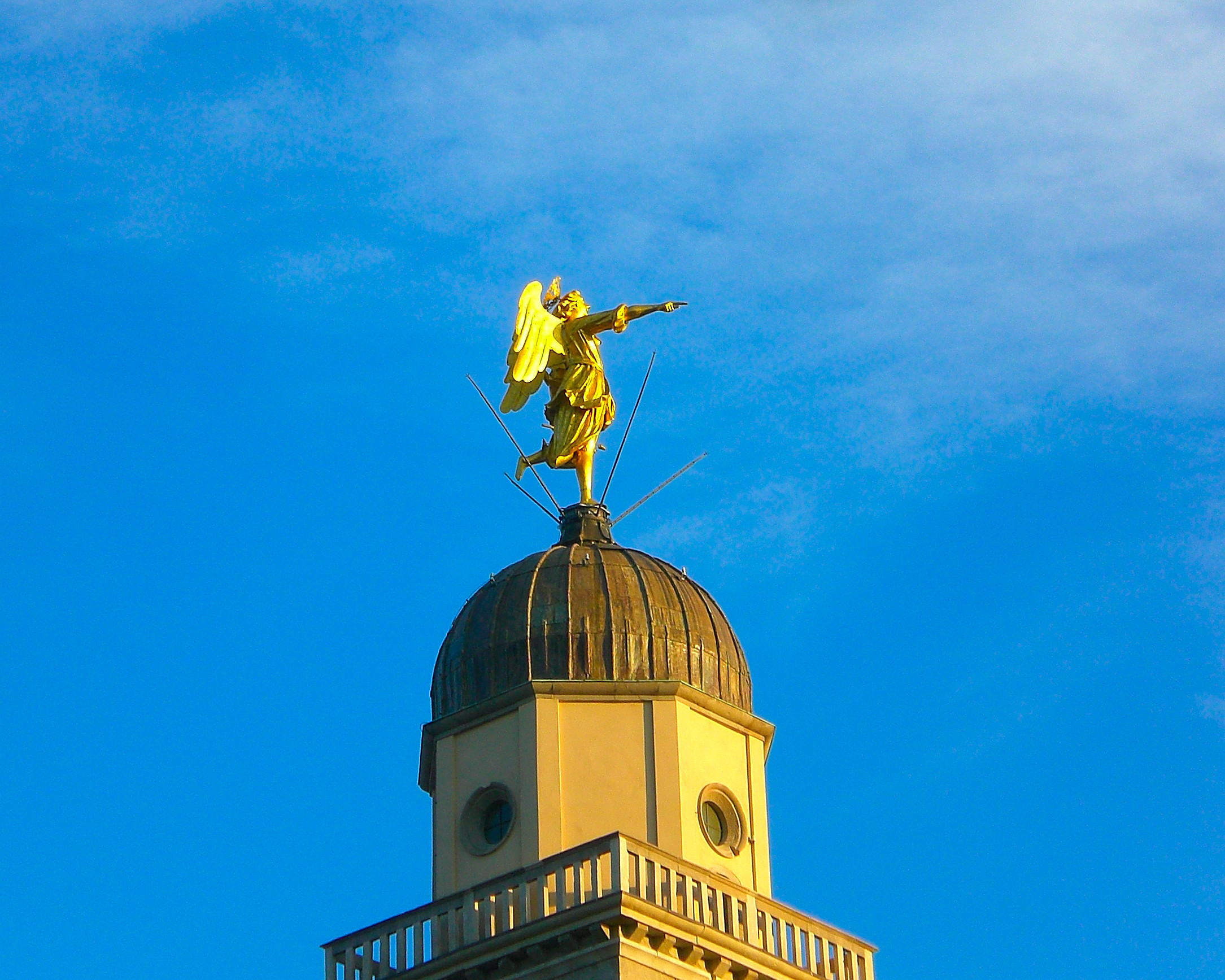
Ange du clocher de l’église de Santa Maria di Castello.

## Dans la littérature
Un recueil de contes de Carlo Emilio Gadda est consacré au château d'Udine, intitulé Il castello di Udine.